# La Grange (Kentucky)
La Grange város az Amerikai Egyesült Államok Kentucky államában, Oldham megyében, melynek megyeszékhelye is. Lakosainak száma 10 067 fő (2020. április 1.).

## Népesség
A település népességének változása:

| 2010 | 8 082  |
| 2020 | 10 067 |